# Opsamates fuscipennis
Opsamates fuscipennis là một loài bọ cánh cứng trong họ Cerambycidae.